# 패디 레일리
패트릭 '패디' 레일리(Patrick 'Paddy' Reilly, 1939년 10월 18일~)는 아일랜드의 포크 가수이다. 대체로 솔로 가수로 활동했으나 1996년부터 2005년까지는 더 더블리너스 정규 멤버로 활동했다.
데뷔는 1967년으로 포크 음악 페스티벌에서 공연했을 때 최초로 앨범을 냈다. 1971년에 단독 1집 앨범을 내었고, 이후 계속해서 솔로 가수로 활동하였다. 기타를 치는 전형적인 포크 가수이다. 아일랜드 고전, 현대 포크송을 다양하게 불렀다. 히트 곡으로는 필즈 어브 아덴라이(The Fields of Athenry)와 더 타운 아이 러브드 소 웰(The Town I Loved So Well)이 있다. 1980년대 아일랜드 최고의 솔로 포크 가수로 인기를 누렸다. 1996년 로니 드루의 대타로, 이전부터 여러 차례 게스트나 세션으로 출연하면서 친분을 쌓고 있던 그룹인 더 더블리너스에 가입하였다. 이는 더 더블리너스의 레퍼토리에도 영향을 주었다. 패디 레일리의 히트곡들이 더 더블리너스 버전으로 나오게 된 것이다.
패디 레일리는 66세가 되던 2005년 가을 은퇴하였다. 패디 레일리 대타로는 패치 워천이 들어왔다. (2005년 이후로 공연도 한 적 없고 새 앨범을 발매한 적도 없으나, 2010년에 나온 컴필레이션 앨범에 새로운 곡이 하나 수록된 적은 있다.) 은퇴 후 한때 플로리다주 네이플스에서 생활하기도 했으나 현재는 다시 아일랜드로 돌아왔다. 미국 뉴욕에는 패디 레일리가 운영하는 술집이 여러 곳 있었으나 아일랜드로 돌아오면서 매각을 했다. 2011년 말에는 더 더블리너스 50주년을 앞두고 열린 기념 프로그램에 게스트로 출연하였으며, 방영 막판에 무대에 올라 함께 공연을 하기도 했다.